# Aspidistra typica
Aspidistra typica là một loài thực vật có hoa trong họ Măng tây. Loài này được Baill. mô tả khoa học đầu tiên năm 1894.